# Herschel (krater na Mimasu)
Herchel je krater na Mimasu, mjesecu Saturna. Krater je otkrio Voyager 1 prilikom preleta Saturna 1980. Najveći je krater na tom mjesecu. Promjera je 130 km. U središtu kratera nalazi se planina visoka 6 km. U odnosu s tijelom na kojem je, drugi je najveći krater nakon kratera Odisej na Tetiji, te pokriva oko trećinu promjera Mimasa. Zidovi kratera su visoki otprilike 5 km. Dijelovi poda su 10-12 km duboko. Starost kratera procijenjena je na 4,1 milijardu godina, a udar od kojeg je krater nastao sigurno je skoro razorio Mimasa. Udarni valovi vjerojatno su se fokusirali na suprotnu stranu Mimasa. Udar od kojeg je krater nastao vjerojatno je odgovoran i za neobičnu raspodjelu temperature na Mimasu. 
Krater neće postojati uvijek, te će erodirati za 60 milijuna godina; on erodira 3,5 cm na godinu.